# Manendienst
Der Manendienst (Ahnenkultus, Seelenkultus) ist der den Toten (s. Manen) gewidmete Kult. Er ist wohl die älteste und allgemein verbreitetste Kultusform der Welt, die man weit in die prähistorischen Zeiten zurückverfolgen kann.
Der Manendienst bestand darin, dem Toten Nahrung und Waffen mit ins Grab zu geben, sogar die Begleitung der Ehefrau, seiner Diener und Lieblingstiere ins Jenseits durch Tötung und Mitbegraben.
In der Regel dehnte sich dieser Kultus auch über den Begräbnistag und die Trauerzeit hinaus: Man brachte dem Verstorbenen fortdauernd Speise und Trank zu seinem Grab.
Bei den Römern dehnte sich dieser Vorfahrenkultus zu einer Privatreligion aus, indem man Altäre und Masken der Vorfahren in jedem Haus aufstellte und zu ihnen wie zu Schutzgeistern (Penaten) betete. Andere Völker überließen den Manen das ganze Haus als Wohnstätte.
Außer diesen privaten Ahnen widmete man den Häuptlingen, Königen und Helden, sofern sie ein gutes Andenken bei den Ihrigen zurückgelassen hatten, einen öffentlichen Dienst (Heroenkultus), der teilweise den Charakter eines Götterkultus gewann. Der Heros wurde hier und da zum Stammheros, von dem das gesamte Volk seine Herkunft ableitete, und die Namen der betreffenden göttlichen Ahnen bedeuten oft nichts weiter als "Herr" oder "König".
Schon Euemeros hatte aus ähnlichen Betrachtungen geschlossen, dass der Manendienst die Quelle aller Religion, und dass die Götter der Griechen nichts als vergötterte Menschen seien. Diese Ansichten sind von Geiger, Caspari und J. Lippert tiefer begründet worden, wobei hervorgehoben wurde, dass die lokale Verehrung der einzelnen Gottheiten in den polytheistischen Systemen darauf hindeute, dass es sich dabei um die Stammgottheiten einzelner vereinigter Stämme handle, die sozusagen unter die Oberhoheit desjenigen sieghaften Stammes gestellt worden seien, welcher die Vereinigung oder Unterwerfung bewirkt hatte und die Stammgottheiten der unterworfenen Stämme fortbestehen ließ, wie ja die Römer immer mehr ausländische Götter aufnahmen, je mehr Länder sie assimilierten. Allein bei diesen Schlüssen sind doch andere wichtige Faktoren der Mythenbildung, namentlich die Personifikation der Naturkräfte und der Naturdienst, ganz vernachlässigt worden, und man darf sie nur mit großer Vorsicht aufnehmen.
In der christlichen Kirche wird dem Manendienst durch Totenmessen und Totenfeste Rechnung getragen.